# Royal St George's Golf Club
De Royal St George's Golf Club in Sandwich, Kent, werd in 1887 opgericht en is een van de oudste en meest beroemde golfclubs in Engeland.
Het golfbaan ligt aan de oostkust van Engeland, net als Royal Cinque Ports Club en de ernaast gelegen Prince's Golf Club, en bestaat uit duinen, wat de speler enkele blinde afslagen geeft. Hieraan is in de 20ste eeuw wel wat veranderd om het tempo in de baan niet te veel te vertragen. Ook heeft deze baan op de 4de hole de diepste bunker, een zogenaamde 'pothole', uit de golfgeschiedenis.
De club heeft een van de oudste golftrofeeën, waar jaarlijks om gespeeld wordt, de Challenge Trophy uit 1888.

## Brits Open en Brits Amateur
In 1894 werd de club als eerste club buiten Schotland gastheer van het Brits Open, en is dat sindsdien nog twaalf keer geweest. Nu behoort de club tot de groep banen waar het Open beurtelings wordt gespeeld.
Ook is de club dertien keer gastheer geweest van het Brits amateurkampioenschap (1892, 1896, 1900, 1804, 1908, 1914, 1929, 1937, 1948, 1959, 1972, 1997, 2006).
| Jaar | Winnaar Brits Open | Score | Score | Score | Score | Score     |
| Jaar | Winnaar Brits Open | R1    | R2    | R3    | R4    | Totaal    |
| ---- | ------------------ | ----- | ----- | ----- | ----- | --------- |
| 1894 | John Henry Taylor  | 84    | 80    | 81    | 81    | 326       |
| 1899 | Harry Vardon       | 76    | 76    | 81    | 77    | 310       |
| 1904 | Jack White         | 80    | 75    | 72    | 69    | 296       |
| 1911 | Harry Vardon       | 74    | 74    | 75    | 80    | 303 *     |
| 1922 | Walter Hagen       | 76    | 73    | 79    | 72    | 300       |
| 1928 | Walter Hagen       | 75    | 73    | 72    | 72    | 292       |
| 1934 | Henry Cotton       | 67    | 65    | 72    | 79    | 283       |
| 1938 | Reg Whitcombe      | 71    | 71    | 75    | 78    | 295       |
| 1949 | Bobby Locke        | 69    | 76    | 68    | 70    | 283 (-5)  |
| 1981 | Bill Rogers        | 72    | 66    | 67    | 71    | 276 (-4)  |
| 1985 | Sandy Lyle         | 68    | 71    | 73    | 70    | 282 (+2)  |
| 1993 | Greg Norman        | 66    | 68    | 69    | 64    | 267 (-13) |
| 2003 | Ben Curtis         | 72    | 72    | 70    | 69    | 283 (-1)  |
| 2011 | Darren Clarke      | 68    | 68    | 69    | 70    | 275 (-5)  |

## PGA Kampioenschap
Het Brits PGA Kampioenschap werd op St George's gespeeld in 1975, 1976, 1077, 1980 en 1983. De meest memorabele golfslagen ooit op deze baan gespeeld waren de afslag en tweede slag van Arnold Palmer op de par-5 14de hole. Het stormde, hij sloeg 2x met een driver, haalde de green (493 meter), maakte een birdie en won het toernooi.

## Golfschool
Er wordt sinds 1995 golfles gegeven door Andrew Brooks, een voormalig Walker Cup speler (1969) een lid van de Europese PGA Tour. Tijdens het 100-jarig bestaan van de club werd er van 1911-1989 les gegeven door Fred, Albert en Cyril Whiting.

## Trivia
- Ian Fleming gebruikte deze club (zijn thuisclub) in 1959 in zijn roman Goldfinger onder de pseudoniem 'Royal St. Marks'. De naam van de clubrofessional, Albert Whiting, veranderde hij in Albert Blacking.